# Edward Lawrie Tatum
Edward Lawrie Tatum (14.12.1909 – 5.11.1975) là một nhà di truyền học người Mỹ, đã đoạt giải Nobel Sinh lý và Y khoa năm 1958 chung với George Wells Beadle và Joshua Lederberg.

## Cuộc đời và Sự nghiệp
Tatum sinh tại Boulder, Colorado. Ông học ở Đại học Chicago và đậu bằng tiến sĩ hóa sinh ở Đại học Wisconsin–Madison năm 1934. Bắt đầu từ năm 1937, ông làm việc ở Đại học Stanford, nơi ông bắt đầu cộng tác với Beadle. Sau đó ông chuyển tới Đại học Yale năm 1945 nơi ông hướng dẫn cho Lederberg. Ông trở lại Đại học Stanford năm 1948 rồi gia nhập ban giảng huấn của Viện Rockefeller năm 1957.
Các thí nghiệm then chốt của Beadle và Tatum là phơi bày nấm mốc bánh mì Neurospora crassa trước các tia X, sẽ gây ra các đột biến. Trong một loạt thí nghiệm, họ chỉ ra rằng các đột biến này gây ra các biến đổi trong các enzyme đặc thù liên quan tới các đường trao đổi chất. Các thí nghiệm này được xuất bản năm 1941, dẫn họ tới việc đưa ra một liên kết trực tiếp giữa các gien và các phản ứng enzym, được gọi là "one gene, one enzyme" hypothesis (giả thiết một gien, một enzym).
Tatum tiếp tục nghiên cứu vi khuẩn. Một lãnh vực nghiên cứu tích cực trong phòng thí nghiệm của ông là tìm hiểu nền tảng của việc tổng hợp sinh học (biosynthesis) Tryptophan trong Escherichia coli. Sau đó, Tatum và người học trò Lederberg chỉ ra rằng Escherichia coli có thể chia sẻ thông tin di truyền thông qua việc tái phối hợp gien.

## Qua đời
Là người hút nhiều thuốc lá, ông qua đời ở thành phố New York do liệt tim bị biến chứng bởi khí thũng mạn tính.